# Floris Henricus Emilius d'Oultremont

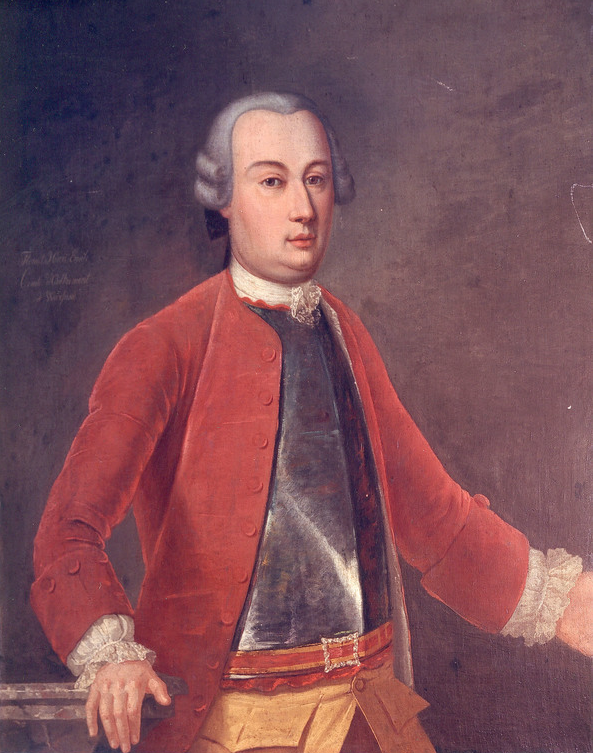
Portret van Floris H.E. d'Oultremont (1741-1760)

Floris Henricus Emilius d'Oultremont graaf van Oultremont en Warfusée (Frans: Florent(-ius) Henri Emile comte d'Oultremont de Warfusée) (Saint-Georges-sur-Meuse, 31 maart 1711 - † april 1762/1763) was graaf van Oultremont en Warfusée en dertiende heer van Schagen (1734-1762).
Hij is zoon van Jean François Paul Emile d'Oultremont en Maria Isabella van Beieren-Schagen en oudere broer van Karel Nicolaas Alexander d'Oultremont. Hij trouwde met Anne Louise Florence, gravin van Lannoy, op 7 december 1748 en werd zo lid van deze Luikse adellijke familie.
Verder was hij baron van Han-sur-Lesse en Chevetogne. Daarnaast was hij heer van Drunen, Lamine, Warnant, Waret-l'Evèque, La Malaise en Offoux in Havelange.
In 1754 liet hij door Jean-Gilles Jacob het kasteel van Warfusée herbouwen in Lodewijk XV-stijl. Het kasteel was eerder door zijn vader geërfd van geslacht Renesse.